# Ernodea angusta
Ernodea angusta là một loài thực vật có hoa trong họ Thiến thảo. Loài này được Small mô tả khoa học đầu tiên năm 1905.

## Hình ảnh

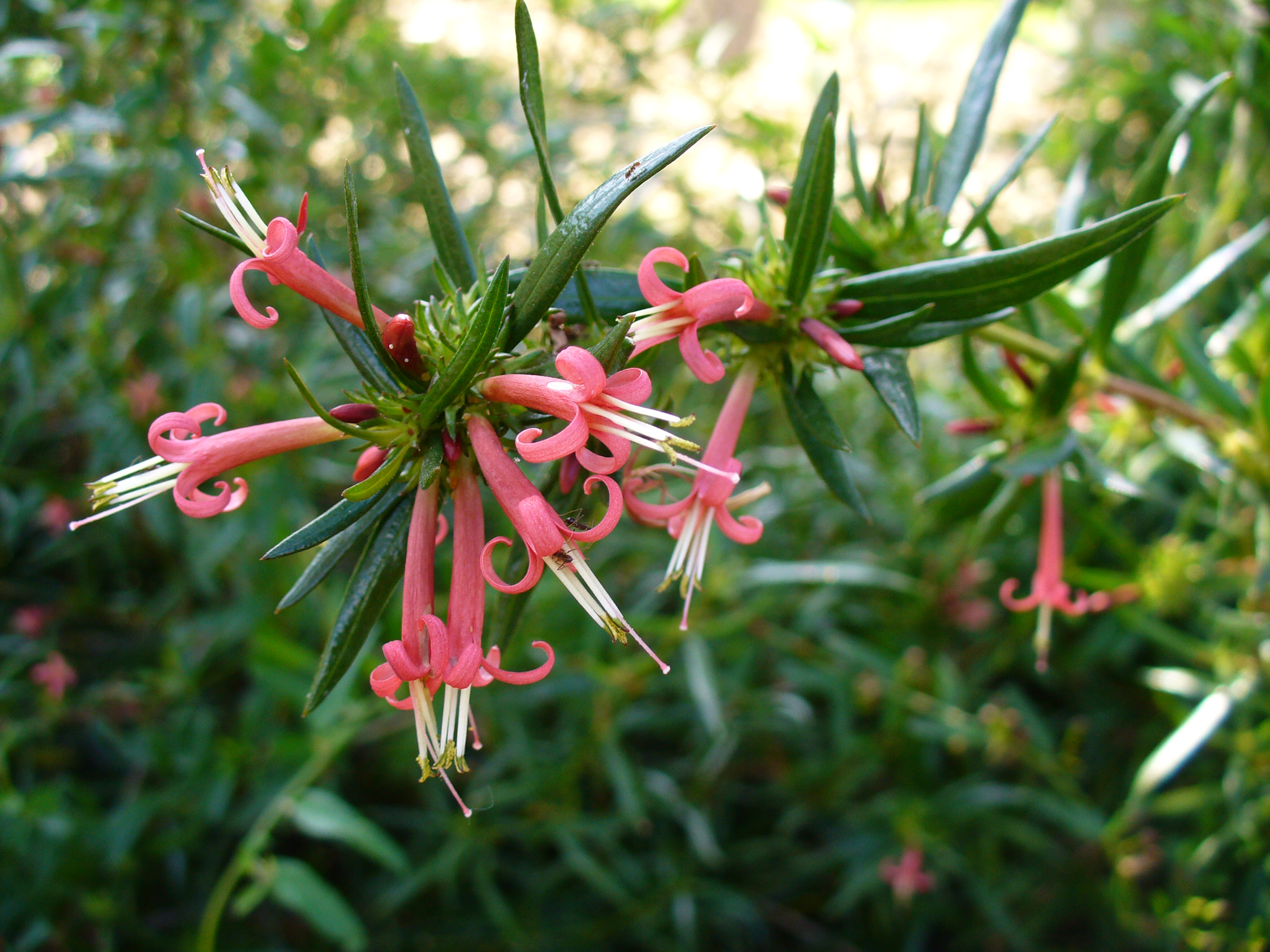